# Chen Mingrun
Pour les articles homonymes, voir Chen.
Dans ce nom, le nom de famille, Chen, précède le nom personnel.
Chen Mingrun, né le 17 août 1996, est un coureur cycliste chinois. Spécialiste du VTT, il est notamment médaillé de bronze en cross-country aux championnats d'Asie de 2017.

## Palmarès en VTT

### Championnats d'Asie
- Chainat 2017
  -  Médaillé de bronze du cross-country
- Danao City 2018
  -  Médaillé d'argent du cross-country espoirs

## Classements mondiaux
| Année                                 | 2017  | 2018  | 2019  |
| ------------------------------------- | ----- | ----- | ----- |
| Classement mondial                    | 1879e | 1263e | 2627e |
| UCI Asia Tour                         | 323e  | 192e  | 257e  |
|                                       |       |       |       |
| Légende : nc = non classéSource : UCI |       |       |       |